# Zelotes denapes
Zelotes denapes este o specie de păianjeni din genul Zelotes, familia Gnaphosidae, descrisă de Platnick, 1993.
Este endemică în Italia. Conform Catalogue of Life specia Zelotes denapes nu are subspecii cunoscute.